# グンター・ローレンツ
グンター・ローレンツ(ドイツ語: Günter Lorenz, 1964年8月29日 - ) は、オーストリア、ヴェルス生まれの連続殺人犯。1983年に3人を殺害し、20年の禁錮刑を言い渡された。

## 二件の殺人
1983年2月15日、43歳の女性、ズィークリンデ・エッカート(Sieglinde Eckert)と、その長女で18歳のウーズラ・エッカート(Ursula Eckert)の遺体が、ランシュトラーセ(Landstraße)のウンガーガッセ(Ungargasse)12番地で発見された。監察医は「被害者2人は、炸裂弾を装填した小銃で頭を撃たれて殺された」と判断した。母娘の遺体は損壊が激しく、捜査官たちには母と娘の区別が付かず、ウーズラの2人の妹たちだけが識別できた。
近所の住民によれば、武装した人物の存在や銃声が聞こえたという話は聞いていないという。母娘の住んでいた集合住宅の部屋のドアには侵入の痕跡が無かったことから、捜査官は「被害者たちは犯人とは顔見知りだったからドアを開けたに違いない」との結論に達した。ウーズラの友人の1人に尋問したのち、捜査官はさらに確信を深めた。その友人によれば、殺人事件が起こる少し前にウーズラと会話していたという。「最近になって、ウーズラの元恋人、パウルが訪ねてきており、彼は銃を一丁携帯していた」「しかし、ウーズラはパウルのことが怖くなり、彼との連絡を絶った」という。警察はパウルの居場所を突き止めたが、「パウル」は偽名であり、その人物の本名は「グンター・ローレンツ」(Günter Lorenz)といった。グンターは優秀な成績で高校を卒業し、ヴィーンにある集合住宅に住んでいた。捜査官がグンターを尋問し、グンターの住んでいた部屋から犠牲者の所持品を発見するまで、グンターは「誰も殺していない」と否定していた。しかし、グンターは突然証言を翻し、「昔、付き合っていた女を奪ってやろうと考えたが、それを一人でやるだけの度胸は無かった」と答えた。そこでグンターは、自身の16歳の従兄弟、ピーター・ドウビンガー(Peter Daubinger)に同行を頼み、ウーズラの元へ出向いた。グンターは小銃を持ってきており、ズィークリンデとウーズラの2人を撃ち殺し、犠牲者の所持品を略奪して逃亡した。警察はピーターを追跡するために大規模な捜索を開始し、ピーター・ドウビンガーは危険人物である、と警鐘を鳴らした。そのころ、報道機関はピーターを「犯人である」と報道した。

## 逮捕と告白

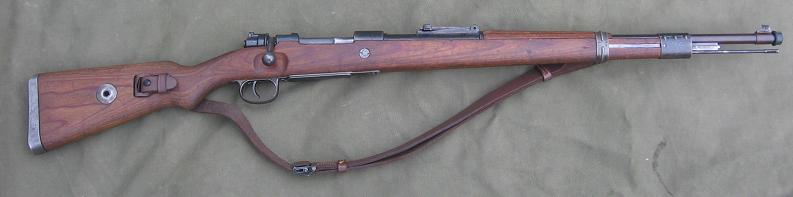
ローレンツが殺人に使った小銃「Kar 98k」

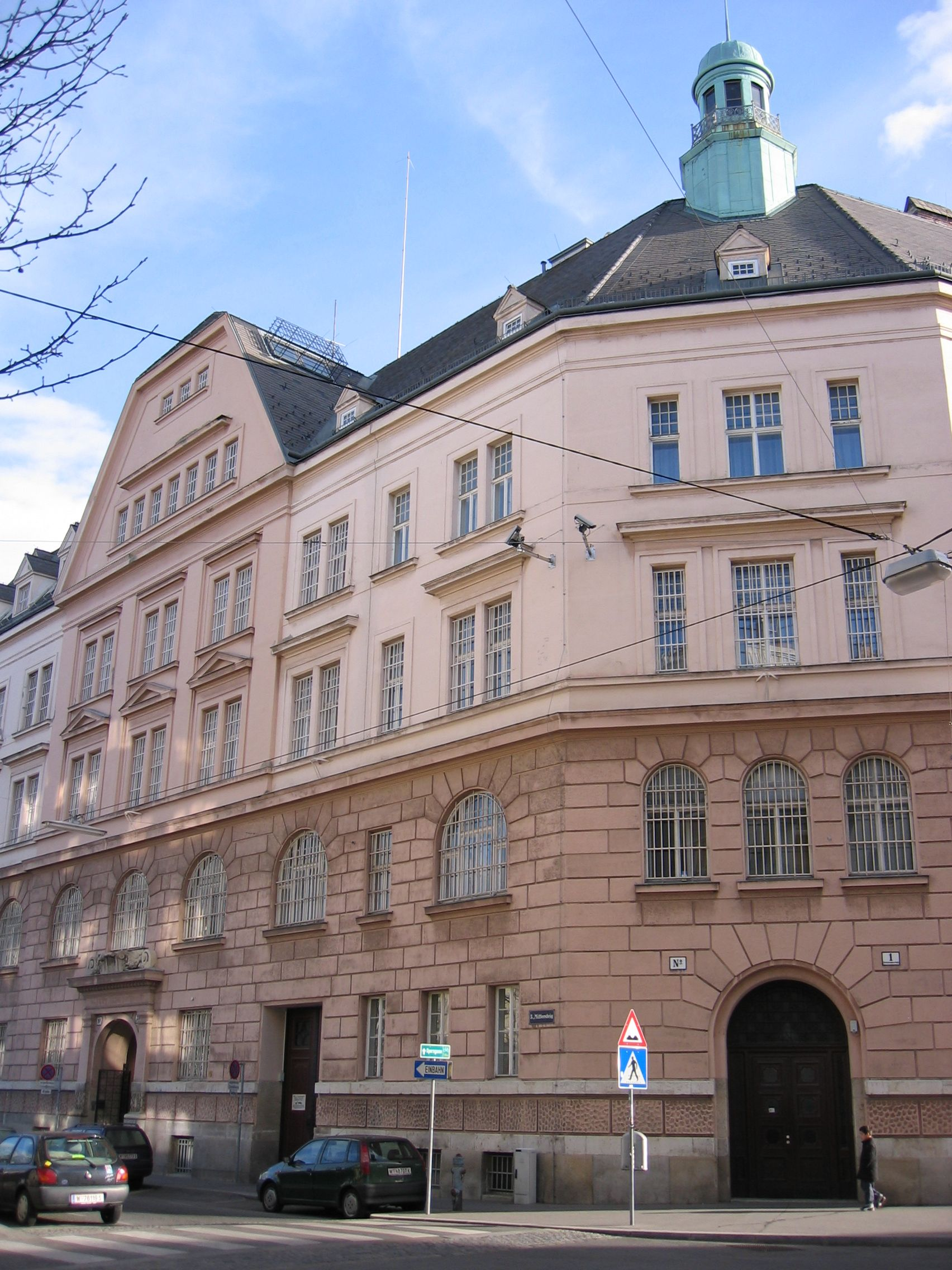
ローレンツが服役していたミッターシュタイク刑務所

2日間にわたる尋問を経て、グンターは矛盾を突き付けられた。グンターとピーターは、ローレンツが証言したように10000シリングのお金を得ることはできず、実際の額は多くても2000シリングであった。グンターは、2人の女性を自ら撃ち殺したことを告白した。グンターが殺人に使った銃は、大型の動物の狩猟用に使う小銃「Kar 98k」であり、銃身に炸裂弾を込めたという。グンターによれば、ヴィーンにある銃砲店で、弾薬と一緒にこの銃を躊躇うことなく購入したという。この銃を隠した状態で携帯するため、銃の台尻を切断し、絨毯の一部を消音装置代わりに使っていた。グンターは、2月9日にピーターを殺していた事実も自白した。グンターはピーターに「射撃の練習をしないか」と声をかけ、ライヒ橋(Reichsbrücke)の近く、ドナウ川沿いにある廃墟に誘い出した。そこで銃を3発撃ってピーターを殺し、さらにピーターの首を切り落とした。首を切断したのは、身元確認作業を困難なものにするためだったという。グンターはピーターの遺体をドナウ島(Donauinsel, ヴィーンの中心部にある、狭くて長い人工島)に積もった雪の下に埋めた。のちにグンターは、ピーターの遺体を埋めた場所を捜査官に案内した。
冷酷で良心の呵責も無いグンターに対し、捜査官は大いに驚いた。供述調書を描く直前、グンターは「刑務所の中で勉強やスポーツを始めてもいいでしょうか」と笑顔で尋ね、刑務所内で入手できる本について知った。彼は今日に至るまで、なぜ3人を殺害したのかについて、明快な動機は語っていない。「（自分が殺した）あの3人は嫌いだった」「自分に対して結託しようとした」と語るのみである。ピーターの殺害について、当初は「正当防衛だ」とも主張していた。警察はグンターについて、「『人を殺したい』という渇望感のみに駆られて被害者たちを殺害した」と推測している。
人格障害と精神異常が認められるにもかかわらず、ローレンツは「異常者ではない」と判断された。精神科大学病院の講師、ヴィリバルト・スルーガ(Willibald Sluga)は、「精神障害者が犯した犯罪で、これに匹敵するものを私は知らない」と述べた。ローレンツの裁判で検察官を担当したエルンスト・クロイバー(Ernst Kloyber)は、「15年間検事をやってきたが、このような犯罪に出会ったことは無い」と述べたうえで、ローレンツに最高刑が課されるよう要求した。ローレンツの弁護人、グンター・ガーライトゥナー(Gunther Gahleithner)は、ローレンツの幼年時代の品行を重視し、有罪を宣告するのではなく、ローレンツを精神病院に収容するよう要求した。ローレンツの最後の言葉は以下のとおりであった。
「俺の弁護士を精神科医の元へ送れ」
1984年3月14日、グンター・ローレンツは、判事のパウル・ヴァイザー(Paul Weiser)から20年の禁錮刑を言い渡され、精神病院であるヴィーン＝ミッターシュタイク刑務所(Justizanstalt Wien-Mittersteig)に収容された。2004年、精神科医が報告書を提出し、それが原因でローレンツは釈放されなかった。報告書には、「重度の人格障害が認められるゆえ、この男は今後も重大な犯罪を犯す恐れがある」と書かれていた。彼は突如として凶暴さを剥き出しにし、心理学者を脅迫し、備え付けの家具を破壊した。彼は警官に7人がかりで押さえ付けられ、シュタイン刑務所(Justizanstalt Stein)に移送されるに至った。ローレンツは手足を拘束され、シュタイン刑務所内にある厳重警備棟の独房に移送された。この移送への抗議の意味を込めて、彼は「空腹と喉の渇き」を訴える同盟罷業を始めたという。

## 余波
ピーター・ドウビンガーに向けられた人格攻撃は人権侵害となった。新聞にはピーターの顔写真が掲載され、グンター・ローレンツの供述のみを根拠に、「殺人者」「二重殺人者」「殺人鬼」呼ばわりされた。報道機関は、ピーターについて「右翼団体に所属している」「武器に夢中になっていた」と宣伝していたが、それらはいずれも根も葉もない話であった。その後、多くの新聞社が日刊紙に謝罪文を掲載し、「報道機関による一方的な死刑宣告」と自己批判していた。
グンター・ローレンツによる殺人事件を映画化する権利は週刊雑誌『シュテルン』(Stern)が保有している。シュテルン誌はその見返りとして、ローレンツの弁護費用を負担する、と確約した。
ローレンツによる殺人事件は、銃火器規制法に関する政治的議論が発生する契機にもなった。オーストリア国家評議会にて、ロバート・リッヒャル(Robert Lichal)とハラルド・オフナー(Harald Ofner)は銃規制の強化を強く要求した。一方、ハンス・ホーベル(Hans Hobl)と内務大臣のアーヴィン・ランク(Erwin Lanc)は、「法律だけでは、このような残忍な行為は防ぎきれない」と強く主張した。
拳銃を取得するにあたっては厳しい条件を満たす必要がある一方で、ポンプ式の連射銃や小銃のような銃身の長い得物の取得条件は極めて緩く、その事実が批判された。しかし、狩猟用の銃の免許を導入するにあたっては、120万人を超える銃の所持者が対象となり、その場合、違法な銃の取引が増加する懸念があるため、この法律はそのまま残された。
グンター・ローレンツの犯した3件の殺人事件で使用された凶器や、事件に関する新聞記事の原本は、ヴィーン犯罪博物館で閲覧が可能。

## 参考
1. ↑  Doppelmord: Blutiges Kriminalrätsel. In: Arbeiter-Zeitung. Wien 16. Februar 1983, S. 7
2. ↑  Doppelmord: Polizei fahndet nach 16jährigem und warnt – er hat die Waffe noch bei sich. In: Arbeiter-Zeitung. Wien 17. Februar 1983, S. 7
3. ↑  Lorenz mordete selbst. Auch Freund erschossen. In: Arbeiter-Zeitung. Wien 18. Februar 1983, S. 1
4. 1 2 3  “NEWS-Exklusiv: Dreifach-Mörder nach Randale im Hungerstreik in Stein”.   APA-OTS (2004年11月24日). 2016年3月28日時点のオリジナルよりアーカイブ。2022年10月12日閲覧。
5. ↑  Das Urteil: 20 Jahre. In: Arbeiter-Zeitung. Wien 15. März 1984, S. 5
6. ↑  Nach Dreifachmord in Wien Diskussion um Waffengesetz. In: Arbeiter-Zeitung. Wien 19. Februar 1983, S. 1